# Jungo Kōno
Jungo Kōno (japanisch 河野 淳吾 Kōno Jungo; * 9. Juli 1982 in der Präfektur Kanagawa) ist ein ehemaliger japanischer Fußballspieler.

## Karriere
Kōno erlernte das Fußballspielen in der Schulmannschaft der Shimizu Commercial High School. Seinen ersten Vertrag unterschrieb er 2001 bei den Sanfrecce Hiroshima. Der Verein spielte in der höchsten Liga des Landes, der J1 League. Am Ende der Saison 2002 stieg der Verein in die J2 League ab. Im Juni 2003 wechselte er zum Ligakonkurrenten Yokohama FC. Für den Verein absolvierte er 59 Ligaspiele. 2006 wechselte er zum Ligakonkurrenten Mito HollyHock. Für den Verein absolvierte er 40 Ligaspiele. 2007 wechselte er zum Ligakonkurrenten Tokushima Vortis. Für den Verein absolvierte er 22 Ligaspiele. Ende 2008 beendete er seine Karriere als Fußballspieler.